# José Manuel Fuente Lavandera
José Manuel Fuente Lavandera (Llimanes, Siero, Astúries, 30 de setembre de 1945 - Oviedo, 18 de juliol de 1996) va ser un ciclista espanyol, que fou professional entre 1970 i 1976. Era conegut amb el sobrenom de El Tarangu.
Va aconseguir un palmarès extraordinari en els pocs anys en què va córrer: dues Volta a Espanya (1972 i 1974), 3 etapes en aquesta mateixa cursa, 9 etapes i 4 classificacions del Gran Premi de la Muntanya al Giro d'Itàlia i 2 etapes al Tour de França.
Problemes de salut el van obligar a abandonar prematurament l'activitat esportiva. Més tard tornà a vincular-se amb el ciclisme professional de la mà de l'equip CLAS-Cajastur, del qual fou director esportiu.

## Palmarès
- 1969
  - 1r a la Volta a Tarragona
- 1970
  - Vencedor d'una etapa de la Volta a Catalunya
  - Vencedor de 4 etapes de la Volta a Guatemala
- 1971
  - Vencedor de 2 etapes al Tour de França
  - Vencedor d'una etapa al Giro d'Itàlia i  1r del Gran Premi de la Muntanya
- 1972
  -  1r a la Volta a Espanya, vencedor d'una etapa i  1r del Gran Premi de la Muntanya
  - Vencedor de 2 etapes al Giro d'Itàlia i  1r del Gran Premi de la Muntanya i de la Classificació de la combinada
- 1973
  - 1r a la Volta a Suïssa, vencedor de 2 etapes i 1r del Gran Premi de la Muntanya
  - Vencedor d'una etapa al Giro d'Itàlia i  1r del Gran Premi de la Muntanya
- 1974
  -  1r a la Volta a Espanya i vencedor de 2 etapes
  - Vencedor de 5 etapes al Giro d'Itàlia i  1r del Gran Premi de la Muntanya
- 1976
  - Vencedor d'una etapa a la Vuelta a los Valles Mineros

### Resultats a la Volta a Espanya
- 1970. 16è de la classificació general
- 1971. 54è de la classificació general]
- 1972.  1r de la classificació general. Vencedor d'una etapa.  1r del Gran Premi de la Muntanya i de la Classificació de la combinada
- 1974.  1r de la classificació general. Vencedor de 2 etapes
- 1975. Abandona (19a etapa)

### Resultats al Giro d'Itàlia
- 1971. 39è de la classificació general. Vencedor d'una etapa.  1r del Gran Premi de la Muntanya
- 1972. 2n de la classificació general. Vencedor de 2 etapes.  1r del Gran Premi de la Muntanya
- 1973. 8è de la classificació general. Vencedor d'una etapa.  1r del Gran Premi de la Muntanya
- 1974. 5è de la classificació general. Vencedor de 5 etapes.  1r del Gran Premi de la Muntanya

### Resultats al Tour de França
- 1971. 72è de la classificació general. Vencedor de 2 etapes
- 1973. 3r de la classificació general
- 1975. Abandona (1a etapa b)